# Andrej Korotajev
Andrej Vitaljevič Korotajev (rusky Андрей Витальевич Коротаев) (17. února 1961, Moskva, Sovětský svaz) je ruský antropolog, orientalista, ekonom, historik a sociolog.
Studoval na moskevské univerzitě, kterou dokončil v roce 1984. Obhájil doktorskou práci v roce 1993 na univerzitě v Manchesteru. Je autorem více než 300 vědeckých prací, včetně 24 knih. Označuje se za zástupce tzv. evropské školy sociologie a antropologie a také patří k hlavním zastáncům kulturního materialismu. Jeho hlavními zájmy jsou v oblasti strategie národní bezpečnosti, demokratizace a ekonomika rozvojových zemí, kulturní faktory, které ovlivňují světovou politiku. Vytvořil sérii matematických modelů, které popisují podrobně dlouhodobou politicko-demografickou dynamiku Egypta.

## Oblasti bádání
Jeho práce se týkají následujících oblastí:
- Dlouhodobé studie společensko-politického systému v Severním Jemenu;[6] zvláštní příspěvek byl vyroben jej v této oblasti detekce hlavní trendy vývoje jemenské kultury prostřednictvím aplikace kvantitativních metod pro analýzu zdrojů epigrafické;

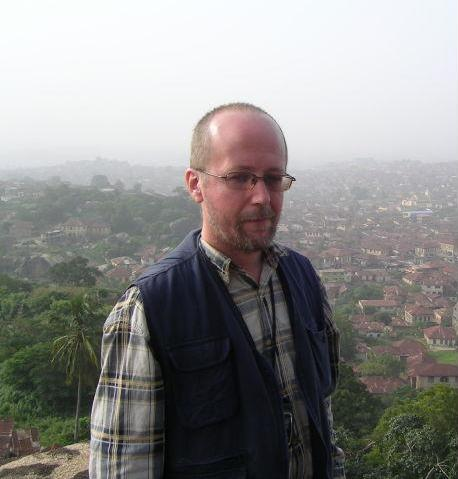
Andrej Vitaljevič Korotajev v Abeokutě v Nigérii (2006)

- Andrej Vitaljevič Korotajev v Abeokutě v Nigérii (2006)Kulturní antropologie;[7] Korotajev ukázal, že protestantismus měl pozitivní vliv na vývoj kapitalismu prostřednictvím podpory gramotnosti, a to prostřednictvím podpory "protestantské etiky" (jak navrhl Max Weber);[8]
- Matematické modelování sociálních,[9] ekonomických a historických procesů; Korotajev vytvořil matematické modely, které popisují podrobně dlouhodobé demografické dynamiky Egypta a použili je k analýze egyptské revoluce 2011;[10]
- Vyšetřování dlouhých vln v globální ekonomické dynamiky.[11]
- Je také známý pro své příspěvky k teorii sociálního rozvoje.[12]

Jeho díla byla publikována v České republice,
na Ukrajině, v
USA,
Anglii,
Francii,
Německu, Rakousku,
Švédsku,
Belgii,
ve Španělsku,
Itálii,
Maďarsku,
Austrálii,
Číně,
Japonsku,
Norsku, Turecku,
Egyptě,
Jemenu,
na Novém Zélandu
a v dalších zemích.[zdroj?]